# سيدنى جرينستريت
سيدنى جرينستريت (بالإنجليزية: Sydney Greenstreet)‏ هو ممثل تعبيري وممثل بريطاني وأمريكي، ولد في 27 ديسمبر 1879 في المملكة المتحدة، وتوفي في 18 يناير 1954 بهوليوود في الولايات المتحدة بسبب السكري. بدأ مشواره المهني سنة 1902.

## أعمال

### أفلام
- (1941) الصقر المالطي
- (1942) كازبلانكا
- (1947) الباعة المتجولون

## ترشيحات
- جائزة الأوسكار لأفضل ممثل مساعد، عن عمل: الصقر المالطي (1941)

## وصلات خارجية
- سيدنى جرينستريت على موقع IMDb (الإنجليزية)
- سيدنى جرينستريت على موقع الموسوعة البريطانية (الإنجليزية)
- سيدنى جرينستريت على موقع روتن توميتوز (الإنجليزية)
- سيدنى جرينستريت على موقع ألو سيني (الفرنسية)
- سيدنى جرينستريت على موقع ميوزك برينز (الإنجليزية)
- سيدنى جرينستريت على موقع تيرنر كلاسيك موفيز (الإنجليزية)
- سيدنى جرينستريت على موقع أول موفي (الإنجليزية)
- سيدنى جرينستريت على موقع قاعدة بيانات برودواي على الإنترنت (الإنجليزية)
- سيدنى جرينستريت على موقع قاعدة بيانات الأفلام السويدية (السويدية)
- سيدنى جرينستريت على موقع إن إن دي بي (الإنجليزية)